# Oeloes Momski
De oeloes Momski (Jakoets: Муома улууһа, Russisch: Момский район) is een oeloes (gemeentelijk district) in de Russische autonome deelrepubliek Jakoetië. Het bestuurlijk centrum is Chonuu. De oeloes ligt in het oosten van Jakoetië op de poolcirkel, ten zuiden van de oeloes Oest-Janski, Abyjski en Verchnekolymski en ten noorden van de oeloes Ojmjakonski.
- Virtual International Authority File: 241751632